# Kjurokčaj
Kjurokčaj (azerski: Kürəkçay, ruski: Кюрокчай, Kjurokčaj) je rijeka u Azerbajdžanu. Duga je 186 kilometara. Površina porječja iznosi 2080 km2. Izvire na sjeveroistočnoj strani Maloga Kavkaza i desna je pritoka rijeke Kure.
Dana 14. svibnja 1805. na obali Kjurokčaja nedaleko od Gandže potpisan je Kjurokčajski dogovor čime je Karabaški Kanat postao dio Ruskog Carstva.